# Expo 61
Expo 61 was de internationale arbeidstentoonstelling die in 1961 in Turijn werd gehouden. Het was de 15e gespecialiseerde tentoonstelling die door het Bureau International des Expositions werd erkend. Italië greep de tentoonstelling aan om naast het internationale deel een tentoonstelling te organiseren ter gelegenheid van het 100-jarig bestaan van de Italiaanse eenheidsstaat. Het gevolg is dat de tentoonstelling vooral bekend werd onder de naam Italia '61.

## De arbeidstentoonstelling
Het internationale deel van de tentoonstelling vond plaats in het speciaal hiertoe gebouwde Palazzo del Lavoro van de Italiaanse architect Pier Luigi Nervi. Het dak wordt gedragen door 16 pilaren van 25 meter hoog, die ieder een dakplaat van 38 x 38 meter dragen. Door glazen dakdelen tussen de dakplaten kan het daglicht naar binnen in vierkante hal van 25.000 m2. De gevels worden gevormd door een glazenwand die gedragen wordt door een metaalconstructie aan de buitenkant van de gevel.

## Italia '61
Het Italiaanse deel had plaats op het terrein tussen het Palazzo del Lavoro en het automuseum, twee kilometer noordelijker. De Italiaanse regio's hadden ieder een eigen paviljoen langs de Po aan de oostkant van de laan van de Italiaanse eenheid (Corso Unità d'Italia). Aan de westkant werd een evenementenhal, het Palavela, gebouwd. Tijdens de Olympische Winterspelen 2006 is dit gebouw hergebruikt als locatie voor kunstrijden en shorttrack. De bezoekers konden op het terrein gebruikmaken van een door Riccardo Morandi ontworpen 1800 meter lang monorail traject tussen de noordelijke ingang bij het automuseum en het Palazzo del Lavoro aan de zuidkant van het terrein. Daarnaast was er een kabelbaan naar het Parco Europa, een uitzichtpunt aan de overkant van de Po.

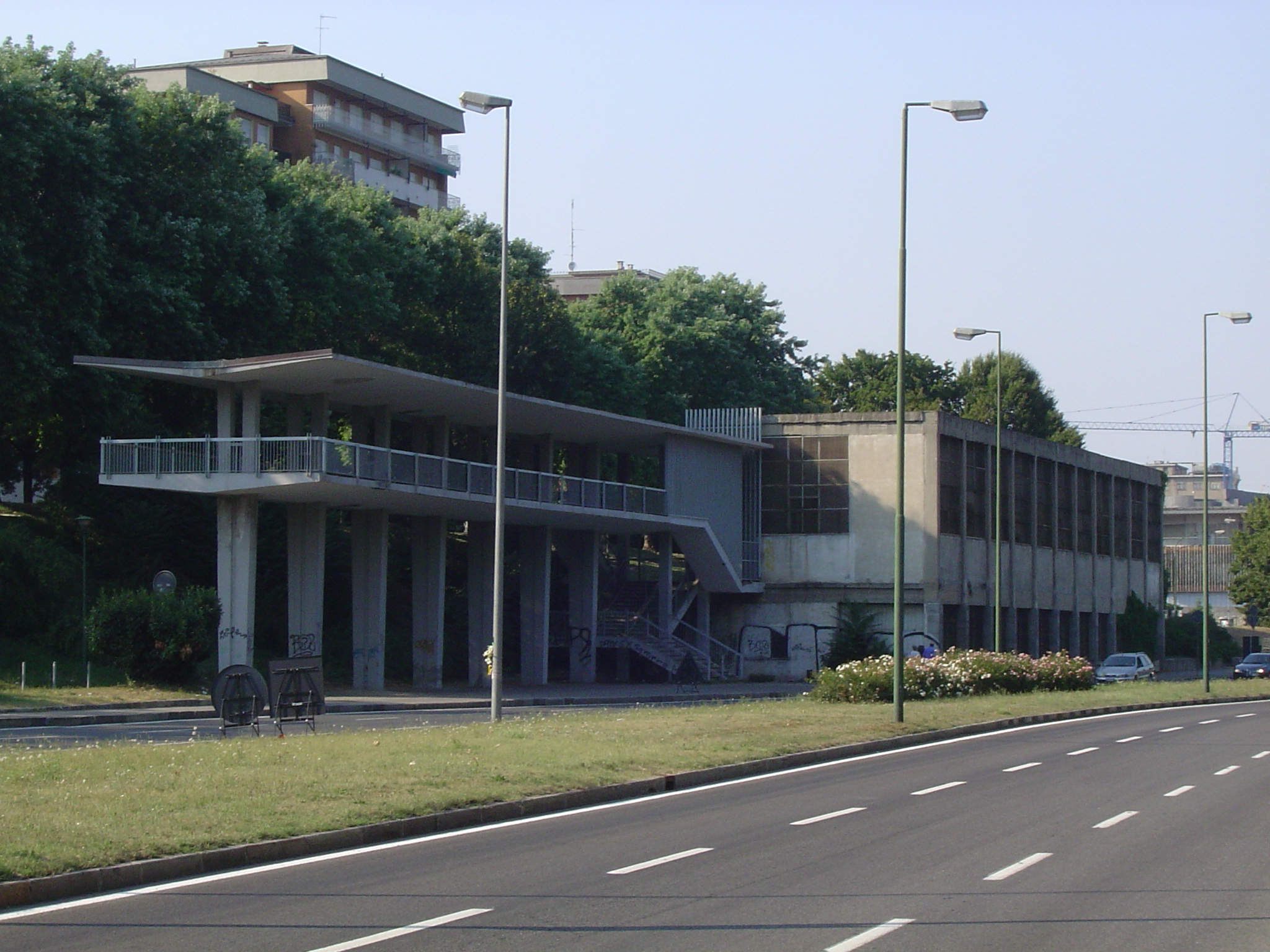
Monorail station noord